# 11202 Teddunham
11202 Teddunham este un asteroid din centura principală de asteroizi.

## Descriere
11202 Teddunham este un asteroid din centura principală de asteroizi. A fost descoperit pe 22 martie 1999 la Stația Anderson Mesa în cadrul programului LONEOS. Asteroidul prezintă o orbită caracterizată de o semiaxă mare de 2,74 ua, o excentricitate de 0,11 și o înclinație de 2,8° în raport cu ecliptica.